# Ansaldo 210/22 Mod. 1935
L'Ansaldo 210/22 mod. 1935 fu un pezzo di artiglieria italiano utilizzato nel corso della seconda guerra mondiale, successivamente rimase in servizio nell'artiglieria pesante dell'Esercito Italiano per essere radiato nel 1969.

## Le origini
Per tutta la guerra del 15-18 il Regio Esercito aveva lamentato la mancanza di artiglierie di grosso calibro ma, nel periodo del dopoguerra, non c'era stata la possibilità di sopperire a questa (grave) mancanza. Dagli studi effettuati comunque era emersa la possibilità di valutare e poi mettere in produzione un cannone da 149 o 152 mm di calibro ed un obice da 210 mm che avesse una gittata di 16 km. L'obice doveva avere come primo compito quello di effettuare le azioni di controbatteria e di interdizione lontana.
Sebbene questi studi fossero già stati sviluppati nel 1919 solo nel biennio 1928-1929 furono emesse le specifiche per la progettazione esecutiva di queste nuove artiglierie, che avrebbero portato al cannone Ansaldo 149/40 Mod. 1935 ed all'obice da 210/22. Per l'obice le richieste erano di avere una gittata massima di almeno 15 km, affusto a piattaforma e coda e arma scomponibili in carichi non superiori a 8000 kg per il trasporto.
Fra i progetti presentati fu selezionato quella della DSSTAM (Direzione Superiore del Servizio Tecnico Armi e Munizioni) e la costruzione dei prototipi fu affidata all'Ansaldo (Stabilimento artiglierie di Genova). Contemporaneamente la OTO Melara aveva costruito di sua iniziativa un obice da 210/21 con caratteristiche simili a quelle dell'obice Ansaldo, che non soddisfecero pienamente la commissione esaminatrice, che, tuttavia, raccomandò di affidare la costruzione dell'arma anche alla OTO. L'obice Ansaldo fu omologato come Obice 210/22 Mod 35.

## Le caratteristiche
La bocca da fuoco dell'obice 210/22 in batteria si appoggiava su un affusto a doppia coda divaricabile, bloccato al suolo da due vomeri, appoggiato su un sottoaffusto quando il pezzo era in posizione di tiro. Dato che i martinetti per abbassare l'affusto sul sottoaffusto erano interni a quest'ultimo il tempo di messa in batteria del pezzo era di soli venti-trenta minuti. La possibilità di ruotare le code anche nel piano verticale garantiva al pezzo un buon adattamento al terreno. Il sistema adottato permetteva inoltre di ruotare il pezzo in posizione, permettendo quindi un settore di tiro a tout azimuth oltre ai 70° dell'arco di bandeggio.
La bocca da fuoco, del peso di 4755 kg, era su un tubo di forza esterno ed una camicia interna, separabile a freddo. Questo fatto permetteva la sostituzione della camicia nelle officine campali, senza che il pezzo dovesse essere trasportato fino alle officine specializzate. L'otturatore era a vitone, con settori filettati di 60°, alternati a settori vuoti, la tenuta era assicurata da un anello plastico, compresso dalla "testa a fungo" dell'otturatore. Il peso dell'otturatore era di 300 kg ed era portato da una mensola incernierata verticalmente. Il freno di rinculo era di tipo idraulico, con corsa variabile in funzione dell'elevazione del pezzo. Per ridurre gli sforzi necessari ad elevare la canna il pezzo era fornito di due equilibratori idropneumatici.
Il congegno di mira (poco usato, in quanto l'arma era poco usata per il tiro diretto) era ad alzo e mira indipendenti con cannocchiale panoramico.
Il pezzo per il movimento era separato normalmente in due carichi, usando un carrello per la bocca da fuoco (vettura porta obice, con un peso a pieno carico di 8245 kg) ed uno per l'affusto (vettura affusto, con un peso a pieno carico di 11030 kg). Inizialmente il trattore standard era il Breda TP32, che consentiva una velocità di traino di soli 25–30 km/h su strada pianeggiante. Nel caso di movimento in montagna l'obice poteva essere scomposto in quattro carichi, più un ulteriore carrello per gli attrezzi. Era possibile anche il traino dell'obice in un solo pezzo, purché avvenisse a velocità molto bassa e la strada fosse in buone condizioni ed assolutamente pianeggiante.
Il munizionamento era a proiettile e carica indipendenti, con la carica massima su sei sacchetti, corrispondenti a 9,75 kg di balistite. I proiettili utilizzati (1941) erano la Granata 210/22 mod 35, del peso di 100,5 kg ed una carica di scoppio 18,6 kg di tritolo, la Granata 210, già usata per il mortaio 210/8 D.S. prima della prima guerra mondiale, dello stesso peso della precedente, ma con una carica di soli 14 kg di tritolo, Granata perforante 210/22, caricata con soli 8,8 kg di tritolo, ma munita di spoletta speciale.

## L'impiego
La prima serie di pezzi fu commissionata all'Ansaldo ed alla OTO il 1º ottobre 1938, per una quantità di 24 esemplari in totale, equamente divisi fra le due società. Una seconda commessa fu emessa per 66 pezzi nel 1939, ridotta nel 1941 a 46 pezzi ed ulteriormente ridotta a 34 nel 1943. La produzione dal 1939 al 1943 sembra essere stata di 85 complessi; secondo invece lo Speciale Esercito Italiano nel 1943 (ed Albertelli, 2013), Cappellano riporta a p.169 il riassunto dato da un documento segreto della produzione Ansaldo, fino al 31 marzo 1943, in cui non figura alcuna produzione di obici da 210/22 mm fin dal 1940.
Il primo reparto ad avere in carico gli obici da 210/22 mod. 35 fu il LXXIII Gruppo artiglieria d'armata, inquadrato nel 1942 nell'8ª Armata, o ARMIR. Il primo impiego bellico del pezzo avvenne in Russia, con il LXXIII gruppo inquadrato nel 9º Raggruppamento Artiglieria d'Armata. Il gruppo arrivò per ferrovia a Nikitowka il 4 agosto 1942, per proseguire fino a Diogtewo con i mezzi propri. Nel settembre dello stesso anno il comando dell'ARMIR dispose che i gruppi d'artiglieria fossero pluricalibro, quindi al LXXIII gruppo rimase solo la 176ª batteria, mentre la 177ª e la 178ª furono assegnate al XXXI ed al XXXIV gruppo (entrambi questi ultimi erano originariamente armati di 12 cannoni Ansaldo 149/40 Mod. 1935). Nello stesso mese la 176ª batteria sparò i primi colpi in teatro operativo con il 210/22, operando in controbatteria ed interdizione. Il 14 dicembre i 210/22 furono schierati sul Don, ma dopo soli quattro giorni iniziò la ritirata, rendendo inutilizzabili ed abbandonando i pezzi il 19 dicembre.
Nel 1943 fu costituito in Italia un secondo gruppo su 210/22, il LXXIV gruppo, che non divenne mai operativo.
Dopo l'8 settembre 1943 la produzione del pezzo proseguì negli stabilimenti OTO, per la Wehrmacht, che ne ebbe un totale di 22, denominati 21 cm H 520(i) (Obice italiano da 21 cm numero 520).
Dopo la guerra i reggimenti di artiglieria pesante (che riprese la denominazione precedente al 1936) furono ricostituiti, ed il 1º aprile 1952 fu costituito il V Gruppo obici 210/22 (9º Reggimento artiglieria pesante) a Trento, i primi tre pezzi presero parte alle esercitazioni del 1952 nella conca di Asiago. Il V gruppo nel dicembre dello stesso anno fu rinominato I gruppo. Dopo aver partecipato ad esercitazioni negli anni successivi, il I gruppo nel giugno del 1955 rilasciò i 210/22 per passare all'M115 (equivalente del "M1 8 in", americano). Il 210/22 fu definitivamente radiato dalla tabelle organiche dell'Esercito Italiano nel 1969.
L'unica nazione in cui fu esportato il 210/22 Mod 35 fu l'Ungheria, che acquistò 8 obici del primo lotto, costruiti dalla OTO, il pezzo fu utilizzato a partire dal 1940 come 21 cm 39M, constatando alcune deficienze nell'affusto, furono rinforzate le ruote e fu introdotta una barra di collegamento fra le code, portando all'obice 21 cm 40Ma. Sebbene la commessa totale fosse di 14 pezzi, sembra che ne siano stati consegnati solo 12.